# Associazione Calcio Sangiustese
La Sangiustese VP è una società calcistica italiana rappresentante la cittadina di Monte San Giusto, in provincia di Macerata.
Ha conseguito per la prima volta nella sua storia la promozione Serie C2 il 4 maggio 2008, terminando al primo posto il girone F del campionato di Serie D.
Il 16 luglio 2010 la società fu esclusa dalla Lega Pro. Il 3 agosto 2010, dopo i provvedimenti del Consiglio Federale e la conferma della Corte di Giustizia del CONI, giunse anche la bocciatura dal T.A.R. del Lazio, con la conferma dell'esclusione dai campionati professionistici.

## Storia
La società nasce nel 1957 per volontà di alcuni appassionati locali, stanchi di dover raggiungere le cittadine limitrofe per poter vedere il calcio. Nel 1976 la promozione nel campionato di Prima Categoria, arrivata vincendo uno spareggio contro la Settempeda, con una formazione fatta quasi interamente di giocatori sangiustesi. Già allora, nella fila dirigenziale si faceva apprezzare Antonio Pantanetti, oggi patron e artefice di ogni fortuna del sodalizio rossoblù. Nei primi anni ottanta l'approdo al campionato di Promozione, che la vedrà protagonista per più di un decennio, sfiorando in due occasioni (persi gli spareggi con Cingoli e Urbino) il grande salto in Serie D. Indimenticabilile stegioni nelle quali sulla panchina della Sangiustese si avvicendarono i mitici Beppe Rega, Piero Gambogi e Fioranelli, e in rosa figuravano atleti che segnarono la storia del calcio dilettantistico di quei tempi: Fausto Curzi, a tutt'oggi il bomber più prolifico del calcio maceratese (oltre 300 gol in carriera), Gianni Palini, Osvaldo Ciocci, Germano Ciucci, Massimo Ricci, Massimo Paolucci. La squadra disputa fino alla metà degli anni novanta tutti campionati inferiori o pari alla Promozione.
Negli anni novanta, con la nascita del nuovo campionato di Eccellenza, la Sangiustese sale di categoria, e con il fermano Beppe Malloni e il bomber De Filippo Roberto che ha portato in Serie D, nella stagione 2001-2002, terminando la regular season seconda dietro la Truentina di Castel di Lama, e aggiudicandosi poi gli spareggi promozione giocati rispettivamente contro i sardi del Monteponi Iglesias (2-1, 3-0) e i toscani del Forcoli (1-0, 1-1). Dalla stagione 2002-2003 è protagonista con successo nel campionato di Serie D, che l'ha vista sempre conquistare la salvezza senza dover passare per i play-out.
Nella stagione 2003-2004 vince i play-off per la promozione, utili però soltanto a stilare una graduatoria per un eventuale ripescaggio in Serie C2, che non arriva per vari problemi e in particolare per le carenze relative all'impianto sportivo. La porta del calcio professionistico, si spalanca in ogni caso nella stagione 2007-2008, quando all'ultima giornata di campionato (4 maggio) supera il Tolentino 2-0, conquistando i 3 punti necessari a sorpassare in extremis la Renato Curi Angolana, bloccata clamorosamente in casa sullo 0-0 dalla Maceratese. Nella stagione 2008-2009 gioca nella Lega Pro Seconda Divisione girone B, nonostante le partite casalinghe sono state giocate al "Bruno Recchioni" di Fermo vista l'impossibilità di disputarle al "Comunale-Villa San Filippo" di Monte San Giusto, la neopromossa Sangiustese disputerà un discreto campionato piazzandosi al 10º posto a 15 punti dalla zona Play Off.
Nel novembre 2009 Fabrizio Corona diventa presidente onorario. L'accordo è stato raggiunto a Porto San Giorgio con il patron Antonio Pantanetti. Il 10 dicembre 2009 il nuovo presidente onorario è stato condannato dalla quinta sezione penale del tribunale di Milano a 3 anni e 8 mesi di reclusione per tentata estorsione. La stagione termina con una nuova salvezza, ma i problemi giungono in estate quando la federazione respinge la fidejussione presentata dalla squadra rossoblù, che così viene esclusa dal professionismo. Si riparte in Eccellenza, ma la squadra composta quasi interamente da giovani del vivaio non riesce a mantenere la categoria, concludendo in zona retrocessione un campionato difficile sotto tutti gli aspetti. Una nuova mazzata giunge nell'estate 2011 quando la Sangiustese non viene iscritta al campionato di Promozione, allorché il Villa 2003, seconda squadra cittadina, decide di mutare il suo nome in Montesangiusto, catalizzando l'attenzione della città su questa nuova squadra. Il primo anno vede la vittoria del campionato di Seconda Categoria. La stagione successiva in Prima Categoria è più complicata e si conclude con un 4º posto che non dà accesso ai play-off a causa dell'elevato distacco di punti nei confronti delle dirette rivali. Ma in estate arriva il ripescaggio in Promozione. Nel 2013-2014 la squadra lotta ai piani alti del girone meridionale marchigiano e conclude la stagione centrando i play-off per la promozione in Eccellenza dove viene eliminata dal Porto Sant'Elpidio. Nuovamente sotto il cocente sole estivo avvengono cambiamenti per la squadra rossoblù: infatti l'estate 2014 porta in dote il cambio di denominazione in Sangiustese 1957, riportando quindi in vita il nome storico del club. I rossoblù vincono i playoff del proprio girone ma si arrendono all'ultimo ostacolo contro la Pergolese, vincitrice dei playoff dell'altro girone. Il quarto tentativo è più fortunato e si chiude con la vittoria del campionato. Nel 2016-2017 arriva la seconda promozione consecutiva con la vittoria del campionato di Eccellenza ottenuta a sorpresa e in largo anticipo. L'avventura nel massimo torneo dilettantistico dura tre stagioni con il club rossoblu che viene retrocesso nell'estate 2020 a seguito dell'interruzione dei campionati causata dalla pandemia di Covid-19. La società nel frattempo entra in contrasto con l'amministrazione comunale e cambia campo di gioco, trasferendosi al comunale 'La Croce' di Montegranaro. Nell'estate 2023 il club cambia nome in MCC Montegranaro, interrompendo di fatto la sua storia sportiva. Pochi giorni dopo il Valdichienti Ponte, realtà rappresentante i limitrofi comuni di Morrovalle e Corridonia, da alcuni anni presente in Eccellenza e che disputava le proprie gara interne al Villa San Filippo, muta il suo nome in Sangiustese VP, ponendosi in continuità con la storia calcistica della squadra sangiustese.

## Palmarès

### Competizioni nazionali
- Serie D: 1

2007-2008 (girone F)

### Competizioni regionali
- Eccellenza: 1

2016-2017
- Promozione: 4

1984-1985 (girone B), 1985-1986 (girone B), 1986-1987 (girone B), 2015-2016 (girone B)
- Prima Categoria: 1

1975-1976 (girone C)
- Seconda Categoria: 1

2011-2012 (girone F)

### Altri piazzamenti
- Serie D:

Terzo posto: 2003-2004 (girone F)
- Eccellenza:

Secondo posto: 2001-2002
Terzo posto: 1999-2000
- Scudetto Dilettanti:

Semifinalista: 2007-2008
- Coppa Italia Serie D:

Semifinalista: 2006-2007

## Statistiche e record

### Partecipazione ai campionati
Le partecipazioni ai campionati sono conteggiate a partire dal 1971.
| Livello | Categoria                  | Partecipazioni | Debutto   | Ultima stagione | Totale |
| ------- | -------------------------- | -------------- | --------- | --------------- | ------ |
| 4º      | Lega Pro Seconda Divisione | 2              | 2008-2009 | 2009-2010       | 5      |
| 4º      | Serie D                    | 3              | 2017-2018 | 2019-2020       | 5      |
| 5º      | Serie D                    | 6              | 2002-2003 | 2007-2008       | 6      |

## Tifoseria

### Amicizie-Gemellaggi
- Civitanovese
- Sambenedettese
- Tolentino
- Casette D'Ete

### Ex Gemellaggi
- Virtus Lanciano
- Elpidiense Cascinare
- Monterotondo

### Rivalità
- Cesena
- Fano
- Fermana